# Энциклопедический словарь Брокгауза и Ефрона
«Энциклопеди́ческий слова́рь Брокга́уза и Ефро́на» (сокр. ЭСБЕ) — универсальная энциклопедия на русском языке, изданная в Российской империи акционерным издательским обществом «Ф. А. Брокгауз — И. А. Ефрон» (Петербург) в 1890—1907 годах. Издание выходило в двух вариантах — 41 том и 2 дополнительных (меньшая часть тиража) и в полутомах — 82 и 4 дополнительных. Полутома имеют двойную нумерацию — например, полутома 49 и 50 (номера на корешке) на титульных листах нумеруются XXV и XXVа.
Первые 8 полутомов были изданы под редакцией И. Е. Андреевского, остальные — под редакцией К. К. Арсеньева и Ф. Ф. Петрушевского. Энциклопедия содержит 121 240 статей, 7800 иллюстраций и 235 карт.
В 1899—1902 годах выпускался «Ма́лый энциклопедический словарь Брокгауза и Ефрона» (МЭСБЕ) (в 3 томах); в 1907—1909 годах вышло его второе издание в 4 томах.
В 1911—1916 годах выпускался «Но́вый энциклопедический словарь» (НЭС) (вышло 29 томов из намеченных 48, последняя статья — «Отто»).
Материалы ЭСБЕ находятся в общественном достоянии.

## История создания

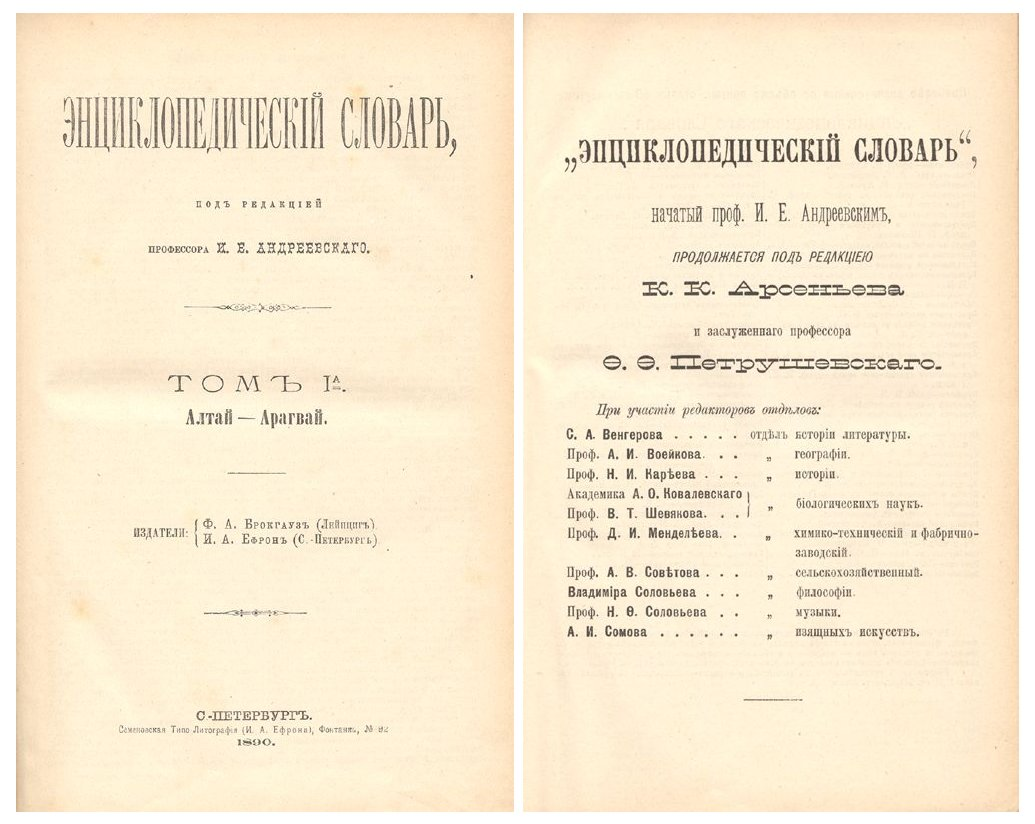
Титульные листы томов Ia и XXV

В 1889 году владелец одной из петербургских типографий Илья Абрамович Ефрон по инициативе Семёна Афанасьевича Венгерова заключил договор с немецким издательством F. A. Brockhaus на перевод на русский язык большого энциклопедического словаря «Konversations-Lexikon», выпущенного этим же издательством. Первоначально предполагалось ограничиться переводом этого издания, но только с более подробным изложением вопросов, касающихся России. Предполагалось выпустить всего 16—18 томов.
Первые восемь томов (до буквы «В»), вышедших под общей редакцией профессора Ивана Ефимовича Андреевского, были почти дословным переводом с небольшой адаптацией для русского читателя. Эти тома вызвали массу претензий к качеству перевода, общее руководство изданием также оставляло желать лучшего. Так, журнал «Северный вестник» отмечал: «Слишком много существенных недочётов. Слишком мало старания, любви и, что всего страннее, недостаточно внушительная редакция, как литературная, так и чисто учёная!» (1890. № 4. — С. 76—77), а журнал «Исторический вестник» к этому добавил, что Энциклопедический словарь «небрежно и неудовлетворительно составлен. Самый язык статей тяжёл и местами неправилен. Тотчас виден перевод и далеко не профессорский, а гимназический, неуклюжий, буквальный» (1890. № 5. — С. 454).
После смерти профессора И. Е. Андреевского редакцию возглавили академик Константин Константинович Арсеньев и профессор Санкт-Петербургского университета Фёдор Фомич Петрушевский, что знаменовало новый период в истории энциклопедии. Начиная с 9-го тома переводной материал уходит на второй план, становится значительно больше фактического и статистического материала. Особое внимание уделяется географическим статьям, в редакционной статье указывается: «русские города помещаются решительно все, с присоединением ещё местечек, сёл и деревень, имеющих более 3 тысяч жителей или почему-либо заслуживающих внимания».
«Энциклопедический словарь» начал печататься в двух вариантах. Первый, более роскошный и дорогой, состоял из 41 тома, второй, с более скромным оформлением — из 82 полутомов. Разбив своё дорогостоящее издание на полутома, фирма сделала его более доступным широким слоям читателей, благодаря чему тираж был доведён до рекордного по тому времени — 130 тысяч экземпляров.
В состав редакции были приглашены многие выдающиеся учёные и философы того времени: Дмитрий Иванович Менделеев, Владимир Сергеевич Соловьёв, Семён Афанасьевич Венгеров, Андрей Николаевич Бекетов, Александр Иванович Воейков и многие другие. С этого момента энциклопедия начинает пополняться оригинальными статьями, и основное внимание уделяется вопросам, относящимся к истории, культуре и географии России. Вытеснение переводных статей оригинальными, появление новых авторов сказалось на самом характере издания: из тривиальной энциклопедии оно превратилось в собрание новейших достижений и открытий во всех областях науки и техники.
«Энциклопедический словарь» выходил в свет с 1890 по 1904 год. Ежегодно выходили 4—5 томов. Тираж колебался весьма значительно: с 12 тысяч экземпляров в 1890 году до 25 тысяч — в 1897 году. Полутома 54-й и 55-й, содержащие обширное комплексное описание России (1899), были изданы тиражом по 35 тысяч экземпляров. Большой по тем временам тираж обусловливал широкое распространение словаря на рынке, несмотря на довольно высокую цену.
К 1907 году были изданы дополнительные четыре полутома, сюда также вошло всё наиболее существенное из того, что по разным причинам оказалось пропущенным в предыдущих томах или появилось уже после выхода энциклопедии. 82-й полутом завершается «Портретной галереей» редакторов и сотрудников «Энциклопедического словаря», состоящей из 300 портретов-фототипий: от главного редактора — до простого наборщика.
Одновременно, в 1899—1902 годах, издавался «Малый энциклопедический словарь Брокгауза и Ефрона» в трёх томах; в 1907—1909 годах вышло его второе издание в четырёх томах.
В 1911 году начал издаваться «Новый энциклопедический словарь» под редакцией Константина Константиновича Арсеньева, который должен был охватить тот же круг знаний, что и ЭСБЕ, но в более компактной и современной обработке. В 1916 году из-за трудностей военного времени выход словаря был прекращён на 29-м томе из первоначально планировавшихся 48 томов этого издания.
В РНБ хранятся корректурные экземпляры 30-го («Падалка» — «Пермская епархия»; неполный, без начала) и 31-го томов («Пермская система» — «Познанское великое княжество»).

## Особенности энциклопедии
Особенно большое место в «Словаре» занимают статьи по истории России, её науке, просвещению, промышленности, культуре; например, статья «Россия» занимает два полутома.
Д. И. Менделеев был не только автором статей, но и отредактировал многие из них, заведуя химико-техническим и фабрично-заводским отделами энциклопедии. При этом большинство статей, написанных им лично или в соавторстве, было помечено не именем, а греческой буквой дельта (Δ). Статья «Периодическая законность химических элементов» завершалась словами:

Словом, широкая приложимость П. закона при отсутствии понимания его причины — есть один из указателей того, что он очень нов и глубоко проникает в природу химических явлений, и я, как русский, горжусь тем, что участвовал в его установлении.
— Д. Менделеев
Периодическая система продолжала строиться и пополняться на глазах автора: иллюстрацией этому служит статья «дидимий». В ней, упоминая о том, что Ауэр фон Вельсбах уже разложил этот мнимый элемент на празеодим и неодим (в 1882 году), Д. И. Менделеев приводит ещё старые раскладки, завершая их выводом:

По совокупности всех приведённых данных, если рассматривать Д. как химический индивидуальный элемент, то его надо бы поместить в пятой группе системы Д. И. Менделеева.

Ещё одна особенность энциклопедии — свободная манера изложения. Элементы беллетристики встречаются не только в биографических статьях, многие из которых читаются как захватывающие рассказы, но и в научных. Во многом такая раскованность в подаче материала — тоже следствие привлечения к написанию статей различных учёных того времени, ведь наиболее доходчиво что-либо объяснить может только тот, кто сам свободно ориентируется в данной области. К тому же тогда не было принято стилистически нормировать статьи, и авторский стиль оставался нетронутым. В статьях на темы из истории, искусства, литературы и т. д. такая манера иной раз сочетается с нарушением принципа объективности: в освещение вопроса авторы привносят расхожие для того времени или свои собственные оценки.
При создании ЭСБЕ не обошлось без опечаток, повторов (статьи: «Амслер Самуэль» и «Амзлер Самуил»; «Анидрозис» и «Ангидроз или анидроз»; «Антонский-Прокопович Антон Антонович» и «Прокопович-Антонский, Антон Антонович», «Иоанн Мосх» и «Иоанн, составитель „Цветника“» и др.), а также курьёзов (см. «Беспамятная собака»).
В ЭСБЕ утвердилась практика единообразного наименования европейских монархов, сохранившаяся до настоящего времени. В этом словаре Вильгельмами называют германских императоров, английских и сицилийских королей, нормандских герцогов. Имя «Людовик» получает ряд французских, португальских и германских правителей. «Генрихами» названы правители германские, английские, французские, кастильские. «Францисками» названы правители сицилийские, бретонские, моденские, австрийские и французские. Иоаннами были названы монархи из 16 стран. Карлами были названы монархи 12 стран.
Ныне материалы ЭСБЕ — общественное достояние. Хотя в научно-техническом плане и в освещении многих гуманитарных вопросов энциклопедия значительно устарела, многие её статьи по-прежнему представляют исключительную информационную, культурную и историческую ценность. Несмотря на наличие значительных альтернативных проектов, вроде энциклопедии Гранат или «Большой энциклопедии под редакцией Южакова», ЭСБЕ признаётся лучшей дореволюционной российской универсальной энциклопедией.
В новейших социально-антропологических исследованиях высказан тезис об определённом влиянии, которое ЭСБЕ оказало на советскую энциклопедическую традицию.

## Авторы и редакторы
См. также портретную галерею редакторов и сотрудников.

## ЭСБЕ в культуре
Михаил Булгаков в 1923 году написал шуточный фельетон «Сколько Брокгауза может вынести организм?» о том как «один лентяй библиотекарь» на вопрос рвавшегося к знаниям слесаря ответил, что «сведения „обо всём решительно“ имеются в словаре Брокгауза». Бедный слесарь осилил 5 книг,

Правда, уже со второго тома слесарь стал мало есть, как-то осунулся и сделался рассеянным. Он со вздохом, меняя прочитанную книгу на новую, спрашивал у культотделовской грымзы, засевшей в пыльных книжных баррикадах, «много ли осталось?» В пятой книге с ним стали происходить странные вещи. Так, среди бела дня он увидал на улице, у входа в мастерские, Банна-Абуль-Аббас-Ахмед-ибн-Могаммед-Отман-ибн-аля, знаменитого арабского математика в белой чалме.
Слесарь был молчалив в день появления араба, написавшего «Талькис-амаль-аль-хисаб», догадался, что нужно сделать антракт, и до вечера не читал. Это, однако, не спасло его от двух визитов в молчании бессонной ночи — сначала развязного синдика вольного ганзейского города Эдуарда Банкса, а затем правителя канцелярии малороссийского губернатора Димитрия Николаевича Бантыш-Каменского.
— «Сколько Брокгауза может вынести организм?»
ЭСБЕ упоминается в романе «Золотой телёнок» (1931). Тома ЭСБЕ хранились дома у Васисуалия Лоханкина: «Обо всём этом было легко и покойно думать, разгуливая по комнате в фетровых сапожках, купленных на Варварины деньги, и поглядывая на любимый шкаф, где мерцали церковным золотом корешки брокгаузовского энциклопедического словаря. Подолгу стаивал Васисуалий перед шкафом, переводя взоры с корешка на корешок».

## Издания

### Энциклопедический словарь
- Т. 1 (1): А — Алтай. — 1890. — 4, 480 с, 10 л. ил., карт. (на сайте РГБ)
- Т. 1А (2): Алтай — Арагвай. — 1890. — 2, 481—954, II с., 19 л. ил., карт. (на сайте РГБ)
- Т. 2 (3): Араго — Аутка. — 1890. — 2, 478, 2 с, 17 л. ил., карт. (на сайте РГБ)
- Т. 2А (4): Ауто — Банки. — 1891. — 4, 479—946, 2 с, 19 л. ил., карт. (на сайте РГБ)
- Т. 3 (5): Банки — Бергер. — 1891. — 2, 480 с, 10 л. ил., карт. (на сайте РГБ)
- Т. 3А (6): Бергер — Бисы. — 1892. — 2, 481—956 с, 3 л. ил., карт. (на сайте РГБ)
- Т. 4 (7): Битбург — Босха. — 1891. — 4, VIII, 472 с, 6 л. ил., карт. (на сайте РГБ)
- Т. 4А (8): Бос — Бунчук. — 1891. — 6, VI, 473—940 с, 7 л. ил. (на сайте РГБ)
- Т. 5 (9): Буны — Вальтер. — 1891. — 4, IV, 468, XII с., 5 л. ил. (на сайте РГБ)
- Т. 5А (10): Вальтер — Венути. — 1892. — 4, 469—938, 2 с, 8 л. ил. (на сайте РГБ)
- Т. 6 (11): Венцано — Винона. — 1892. — 4, II, 488, 2 с, 7 л. ил., карт. (на сайте РГБ)
- Т. 6А (12): Винословие — Волан. — 1892. — 6, 489—944, 2 с, 15 л. ил., карт. (на сайте РГБ)
- Т. 7 (13): Волапюк — Выговские. — 1892. — 4, 480 с, 10 л. ил., карт. (на сайте РГБ)
- Т. 7А (14): Выговский — Гальбан. — 1892. — 8, 481—952, 4, 4 с, 4 л. ил. (на сайте РГБ)
- Т. 8 (15): Гальберг — Германий. — 1892. — 6, 478, 2 с, 10 л. ил. (на сайте РГБ)
- Т. 8А (16): Германия — Го. — 1893. — 8, 479—958, II, 2 с.10 л. ил., карт. (на сайте РГБ)
- Т. 9 (17): Гоа — Гравёр. — 1893. — 6, 474 с, 13 л. ил. (на сайте РГБ)
- Т. 9А (18): Гравилат — Давенант. — 1893. — 8, 475—974, II, 2 с, 17 л. ил., карт. (на сайте РГБ)
- Т. 10 (19): Давенпорт — Десмин. — 1893. — 4, 480 с, 2 л. ил. (на сайте РГБ)
- Т. 10А (20): Десмургия — Домициан. — 1893. — 481—960, II с., 8 л. ил., карт. (на сайте РГБ)
- Т. 11 (21): Домиции — Евреинова. — 1893. — 6, 466 с, 9 л. ил., карт. (на сайте РГБ)
- Т. 11А (22): Евреиновы — Жилон. — 1894. — 4, 467—958, II, 2 с, 11 л. ил., карт. (на сайте РГБ)
- Т. 12 (23): Жилы — Земпах. — 1894. — 6, 480 с, 11 л. ил., карт. (на сайте РГБ)
- Т. 12А (24): Земпер — Имидокислоты. — 1894. — 8, 481—960, II, 2 с, 6 л. ил. (на сайте РГБ)
- Т. 13 (25): Имидоэфиры — Историческая школа. — 1894. — 8, 480 с, 7 л. ил., карт. (на сайте РГБ)
- Т. 13А (26): Исторические журналы — Калайдович. — 1894. — 8, 481—960, II, 2 с, 7 л. ил., карт. (на сайте РГБ)
- Т. 14 (27): Калака — Кардам. — 1895. — 4, 480 с, 8 л. ил., карт. (на сайте РГБ)
- Т. 14А (28): Карданахи — Керо. — 1895. — 6, 481—960, II, II с., 5 л. ил. (на сайте РГБ)
- Т. 15 (29): Керосин — Коайе. — 1895. — 6, 478 с, 8 л. ил., карт. (на сайте РГБ)
- Т. 15А (30): Коала — Конкордия. — 1895. — 2, II, 2, 479—960, II с., 9 л. ил., карт. (на сайте РГБ)
- Т. 16 (31): Конкорд — Коялович. — 1895. — 6, 480 с, 11 л. ил., карт. (на сайте РГБ)
- Т. 16А (32): Коялович — Кулон. — 1895. — 6, 481—960, II, 2 с, 16 л. ил., карт. (на сайте РГБ)
- Т. 17 (33): Култагой — Лёд. — 1896. — 4, 482 с, 16 л. ил., карт. (на сайте РГБ)
- Т. 17А (34): Ледье — Лопарев. — 1896. — 6, 483—960, II, 2 с, 15 л. ил., карт. (на сайте РГБ)
- Т. 18 (35): Лопари — Малолетние преступники. — 1896. — 4, 480 с, 16 л. ил., карт. (на сайте РГБ)
- Т. 18А (36): Малолетство — Мейшагола. — 1896. — 6, 481—958, II, 2 с, 7 л. ил. (на сайте РГБ)
- Т. 19 (37): Мекенен — Мифу-Баня. — 1896. — 4, 476 с, 12 л. ил., карт. (на сайте РГБ)
- Т. 19А (38): Михаила орден — Московский Телеграф. — 1896. — 6, 477—960, II, 2 с, 21 л. ил., карт. (на сайте РГБ)
- Т. 20 (39): Московский Университет — Наказания исправительные. — 1897. — 6, 480 с, 20 л. ил., карт. (на сайте РГБ)
- Т. 20А (40): Наказный атаман — Неясыти. — 1897. — 8, 481—960, II, 2 с, 14 л. ил., карт. (на сайте РГБ)
- Т. 21 (41): Нибелунги — Нэффцер. — 1897. — 4, 480 с, 17 л. ил., карт. (на сайте РГБ)
- Т. 21А (42): Нэшвилль — Опацкий. — 1897. — 8, 481—960, II, 2 с, 30 л. ил., карт. (на сайте РГБ)
- Т. 22 (43): Опека — Оутсайдер. — 1897. — 4, 480 с, 18 л. ил., карт. (на сайте РГБ)
- Т. 22А (44): Оуэн — Патент о поединках. — 1897. — 6, 481—960, II с., 27 л. ил., карт. (на сайте РГБ)
- Т. 23 (45): Патенты на изобретения — Петропавловский. —1898. — 4, 474 с, 15 л. ил., карт. (на сайте РГБ)
- Т. 23А (46): Петропавловский — Поватажное. — 1898. — 4, II, 475—958, II, 2 с, 20 л. ил., карт. (на сайте РГБ)
- Т. 24 (47): Повелительное наклонение — Полярные координаты. — 1898. — 4, 474 с, 18 л. ил., карт. (на сайте РГБ)
- Т. 24А (48): Полярные сияния — Прая. — 1898. — 4, II, 475—958, II, 2 с, 11 л. ил., карт., табл. (на сайте РГБ)
- Т. 25 (49): Праяга — Просрочка отпуска. — 1898. — 4, 478 с, 10 л. ил., карт. (на сайте РГБ)
- Т. 25А (50): Простатит — Работный дом. — 1898. — 4, II, 2, 479—958, II, 2 с. (на сайте РГБ)
- Т. 26 (51): Рабочая книжка — Резолюция. — 1899. — 6, 480 с, 10 л. ил. (на сайте РГБ)
- Т. 26А (52): Резонанс и резонаторы — Роза ди-Тиволи. — 1899. — 4, II, 481—960, II, 2 с, 13 л. ил., карт. (на сайте РГБ)
- Т. 27 (53): Розавен — Репа. — 1899. — 6, 480 с, 22 л. ил. (на сайте РГБ)
- Т. 27А (54): Репина — Рясское и Россия. — 1899. — 4, II, 481—532, 1—420, IV с. 51 л. ил., карт., табл. (на сайте РГБ)
- Т. 28 (55): Россия и С — Саварна. — 1899. — 6, 421—874, IV, 2, 1—24 с, 16 л. ил., карт., табл. (на сайте РГБ)
- Т. 28А (56): Саварни — Сахарон. — 1900. — 4, II, 25—496, II с., 15 л. ил., карт. (на сайте РГБ)
- Т. 29 (57): Сахар — Семь мудрецов. — 1900. — 8, 468 с, 10 л. ил., карт. (на сайте РГБ)
- Т. 29А (58): Семь озёр — Симфония.— 1900. — 4, II, 469—954, II, 2 с, 16 л. ил., карт. (на сайте РГБ)
- Т. 30 (59): Сим — Слюзка.— 1900. — 4, 2, 480 с, 9 л. ил., карт. (на сайте РГБ)
- Т. 30А (60): Слюз — София Палеолог.— 1900. — 4, II, 481—960, II, 2 с, 22 л. ил., карт., табл. (на сайте РГБ)
- Т. 31 (61): София — Статика. — 1900. — 6, 472 с, 11 л. ил., карт. (на сайте РГБ)
- Т. 31А (62): Статика — Судоустройство. — 1901. — 4, II, 473—954, II, 2 с, 10 л. ил. (на сайте РГБ)
- Т. 32 (63): Судоходные сборы — Таицы. — 1901. — 4, 480 с, 14 л. ил., карт. (на сайте РГБ)
- Т. 32А (64): Тай — Термиты. — 1901. — 4, II, 481—960, II, 2 с, 10 л. ил., карт. (на сайте РГБ)
- Т. 33 (65): Термические ощущения — Томбази. — 1901. — 4, 478 с, 25 л. ил., карт. (на сайте РГБ)
- Т. 33А (66): Томбигби — Трульский собор. — 1901. — 4, II, 479—960, II, 2 с, 5 л. ил., карт. (на сайте РГБ)
- Т. 34 (67): Трумп — Углеродистый кальций. — 1902. — 4, 482 с, 5 л. ил., карт. (на сайте РГБ)
- Т. 34А (68): Углерод — Усилие. — 1902. — 6, II, IV, 483—960, II, 2 с, 16 л. ил. (на сайте РГБ)
- Т. 35 (69): Усинский пограничный округ — Фенол. — 1902. — 4, 476 с, 7 л. ил., карт. (на сайте РГБ)
- Т. 35А (70): Фенолы — Финляндия. — 1902. — 4, II, 477—960, II с., 10 л. ил., карт. (на сайте РГБ)
- Т. 36 (71): Финляндия — Франкония. — 1902. — 4, 478 с, 15 л. ил., карт. (на сайте РГБ)
- Т. 36А (72): Франконская династия — Хаки. — 1902. — 4, II, 479—956, II, 2 с, 12 л. ил., карт. (на сайте РГБ)
- Т. 37 (73): Хаким — Ходоров. — 1903. — 6, 478 с, 18 л. ил., карт. (на сайте РГБ)
- Т. 37А (74): Ходский — Цензура. — 1903. — 2, II, 479—962, II, 2 с, 11 л. ил., карт. (на сайте РГБ)
- Т. 38 (75): Цензурный комитет — Человек. — 1903. — 4, 482 с, 9 л. ил. (на сайте РГБ)
- Т. 38А (76): Человек — Чугуевский полк. — 1903. — 6, II, 483—958, 2, 2 с, 10 л. ил., карт. (на сайте РГБ)
- Т. 39 (77): Чугуев — Шен. — 1903. — 6, 480 с, 7 л. ил., карт. (на сайте РГБ)
- Т. 39А (78): Шенье — Шуйский монастырь. — 1903. — 4, II, 481—960, II с., 6 л. ил. (на сайте РГБ)
- Т. 40 (79): Шуйское — Электровозбудимость. — 1904. — 4, 4, 468 с, 9 л. ил. (на сайте РГБ)
- Т. 40А (80): Электровозбудительная сила — Эрготин. — 1904. — 4, II, 469—954, 2 с, 13 л. ил. (на сайте РГБ)
- Т. 41 (81): Эрдан — Яйценошение. — 1904. — 4, 576 с, 7 л. ил., карт. (на сайте РГБ)
- Т. 41А (82): Яйцепровод — Ѵ. — 1904. — 6, IV, 577—956, 4 с, 6 л. ил., карт., 28 л. портр. (на сайте РГБ)

Дополнительные тома:
- Т. 1 (1): Аа — Вяхирь. — 1905. — 4, 478 с, 6 л. ил., карт. (на сайте РГБ)
- Т. 1А (2): Гаагская конференция — Кочубей. — 1905. — 4, 481—956, II, 2 с.3 л. ил., карт. (на сайте РГБ)
- Т. 2 (3): Кошбух — Прусик. — 1906. — 2, 480 с, 8 л. ил., карт. (на сайте РГБ)
- Т. 2А (4): Пруссия — Фома. Россия. — 1907. — 2, 481—934, XCVIII, 4 с, 19 л. ил., карт. (на сайте РГБ)

### Новый энциклопедический словарь
- Т. 1: А — Александр Михайлович. — [1911]. — 9 с, 984 стб., 2 с, 28 л. ил., портр., карт. (на сайте РГБ)
- Т. 2: Александр Ягеллон — Антидор. — [1911]. — 9 с, 964 стб., 2 с, 27 ил., портр., карт. (на сайте РГБ)
- Т. 3: Антидот — Асканий. — [1911]. — 6 с, 964 стб., 16 л. ил., портр., карт. (на сайте РГБ)
- Т. 4: Аскания — Балюз. — [1911]. — 8 с, 952 стб., 2 с, 21 л. ил., портр., карт. (на сайте РГБ)
- Т. 5: Балюстрада — Беранже. — [1911]. — 8 с, 960 стб., 2 с, 11 л. ил., портр., карт. (на сайте РГБ)
- Т. 6: Берар — Бобровникова. — [1912]. — 8 с, 960 стб., 2 с, 17 ил., портр., карт. (на сайте РГБ)
- Т. 7: Бобровников — Брачное право. — [1912]. — 8 с, 976 стб., 2 с, 9 л. ил., портр. (на сайте РГБ)
- Т. 8: Брачный наряд — Белорусы. — [1912]. — 8 с, 964 стб., 2 с, 29 л. ил., портр. (на сайте РГБ)
- Т. 9: Белорыбица — Вельможа. — [1912]. — 8 с, 960 стб., 16 л. ил. (на сайте РГБ)
- Т. 10: Вёльнер — Власть дисциплинарная. — [1912]. — 8 с, 960 стб., 2 с, 26 л. ил., карт. (на сайте РГБ)
- Т. 11: Власть карательная — Выгорание всходов растений. — [1913]. — 8 с, 960 стб., 2 с, 30 л. ил., портр., карт. (на сайте РГБ)
- Т. 12: Выгорецкая пустынь — Генеральный атторней. — [1913]. — 8 с, 960 стб., 2 с, 23 л. ил., портр. (на сайте РГБ)
- Т. 13: Генеральный двор — Головнин. — [1913]. — 8 с, 960 стб., 2 с, 30 л. ил., карт. (на сайте РГБ)
- Т. 14: Головнин — Гривица. — [1913]. — 8 с, 940, XXII, XVI стб., 2 с, 39 л. ил., карт., табл. (на сайте РГБ)
- Т. 15: Гривна — Десмургия. — [1913]. — 9 с, 960 стб., 2 с, 20 л. ил., портр., карт. (на сайте РГБ)
- Т. 16: Десна — Душевнобольные. — [1914]. — 8 с, 960 стб., 2 с, 28 л. ил., портр., карт. (на сайте РГБ)
- Т. 17: Душевные болезни — Жуки. — [1914]. — 8 с, 964, XII стб., 2 с, 25 л. ил., карт. (на сайте РГБ)
- Т. 18: Жукова — Ивница. — [1914]. — 8 с, 960 стб., 2 с, 28 л. ил., портр., карт. (на сайте РГБ)
- Т. 19: Ивовые — Итальянское искусство. — [1914]. — 8 с, 980 стб., VI, 2 с, 27 л. ил., портр., карт. (на сайте РГБ)
- Т. 20: Итамарка — Каринский. — [1914]. — 8 с, 960 стб., 2 с, 20 л. ил., портр. (на сайте РГБ)
- Т. 21: Каринтин — Кнорринг. — [1914]. — 8 с, 960 стб., 2 с, 18 л. ил., карт. (на сайте РГБ)
- Т. 22: Кнорр — Которосль. — [1915]. — 8 с, 960 стб., 2 с, 24 л. ил., портр., карт. (на сайте РГБ)
- Т. 23: Котошихин — Ламберт. — [1915]. — 9 с, 960 стб., 2 с, 28 л. ил., портр., карт. (на сайте РГБ)
- Т. 24: Ламберт — Лубоеды. — [1915]. — 8 с, 960 стб., 2 с, 26 л. ил., портр. (на сайте РГБ)
- Т. 25: Луб — Мах. — [1915]. — 8 с, 960 стб., 2 с, 15 л. ил., карт. (на сайте РГБ)
- Т. 26: Мацеёвский — Молочная кислота. — [1915]. — 8 с, 960 стб., 2 с, 14 л. ил., портр., карт. (на сайте РГБ)
- Т. 27: Молочница — Наручи. — [1916]. — 8 с, 960 стб., 2 с, 18 л. ил., карт. (на сайте РГБ)
- Т. 28: Нарушевич — Ньютон. — [1916]. — 8 с, 960 стб., 2 с, 20 л. ил., портр., карт. (на сайте РГБ)
- Т. 29: Ньюфаундленд — Отто. — [1916]. — 8 с, 960 стб., 2 с, 15 л. ил., карт. (на сайте РГБ)
- Т. 30: Падалка — Пермская епархия. — [191..]. — 129—960 стб., ил. — Неполный корректурный экземпляр (хранится в РНБ)
- Т. 31: Пермская система — Познанское великое княжество. — [191..]. — 960 стб., ил. — Корректурный экземпляр (хранится в РНБ)

### Малый энциклопедический словарь (1907—1909)
- Малый энциклопедический словарь. Т. 1 Вып. 1: А — Гальванотропизм. — СПб.: Брокгауз — Ефрон, 1907. — 1055 с.
- Малый энциклопедический словарь. Т. 1 Вып. 2: Гальванохромия — Кившенко. — СПб.: Брокгауз — Ефрон, 1907. — 1058—2079 с.
- Малый энциклопедический словарь. Т. 2 Вып. 3: Кигн — Початок. — СПб.: Брокгауз — Ефрон, 1909. — 1055 с.
- Малый энциклопедический словарь. Т. 2 Вып. 4: Почва — Иссоп. — СПб.: Брокгауз — Ефрон, 1909. — 1058—2215 с.

### Современные переиздания
- Энциклопедический словарь Брокгауз и Ефрон: Биографии: В 12 т. — М.: Советская энциклопедия, Большая Российская энциклопедия, 1991—1996 (вышло только 6 томов).
- Энциклопедический словарь. В 86 т. Репр. воспр. изд. «Энциклопедический словарь Ф. А. Брокгауза и И. А. Ефрона». — СПб.: Фирма «ПОЛРАДИС», АООТ «Иван Фёдоров», 1993—2003. — ISBN 5-900741-01-X
- Энциклопедический словарь Брокгауза и Ефрона в 82 т. и 4 доп. т. — М.: Терра, 2001. — 40 726 с.